# Téli jázmin
A téli jázmin (Jasminum nudiflorum) az olajfafélék családjába tartozó faj.
Nemzetségének Közép-Európában leggyakrabban telepített faja. Kínai eredetű, 1,5-2 méterre is megnövő lombhullató cserje, ívesen visszahajló, elfekvő, zöld színű vesszőkkel és keresztben átellenes, hármasan összetett levelekkel. A levélkék 12-32 mm hosszúak. Zöld vesszői jellegzetesen négyszögletűek, körülbelül két milliméter szélesek, földig hajolva meggyökeresednek, majd ívesen továbbnőnek. Lombfakadás előtt - gyakran már februárban - nyíló virágai sárgák, 4-5 centiméter hosszúak, a rövidhajtásokon magányosan nyílnak. Május-június hónapban érő termése ikerbogyó.

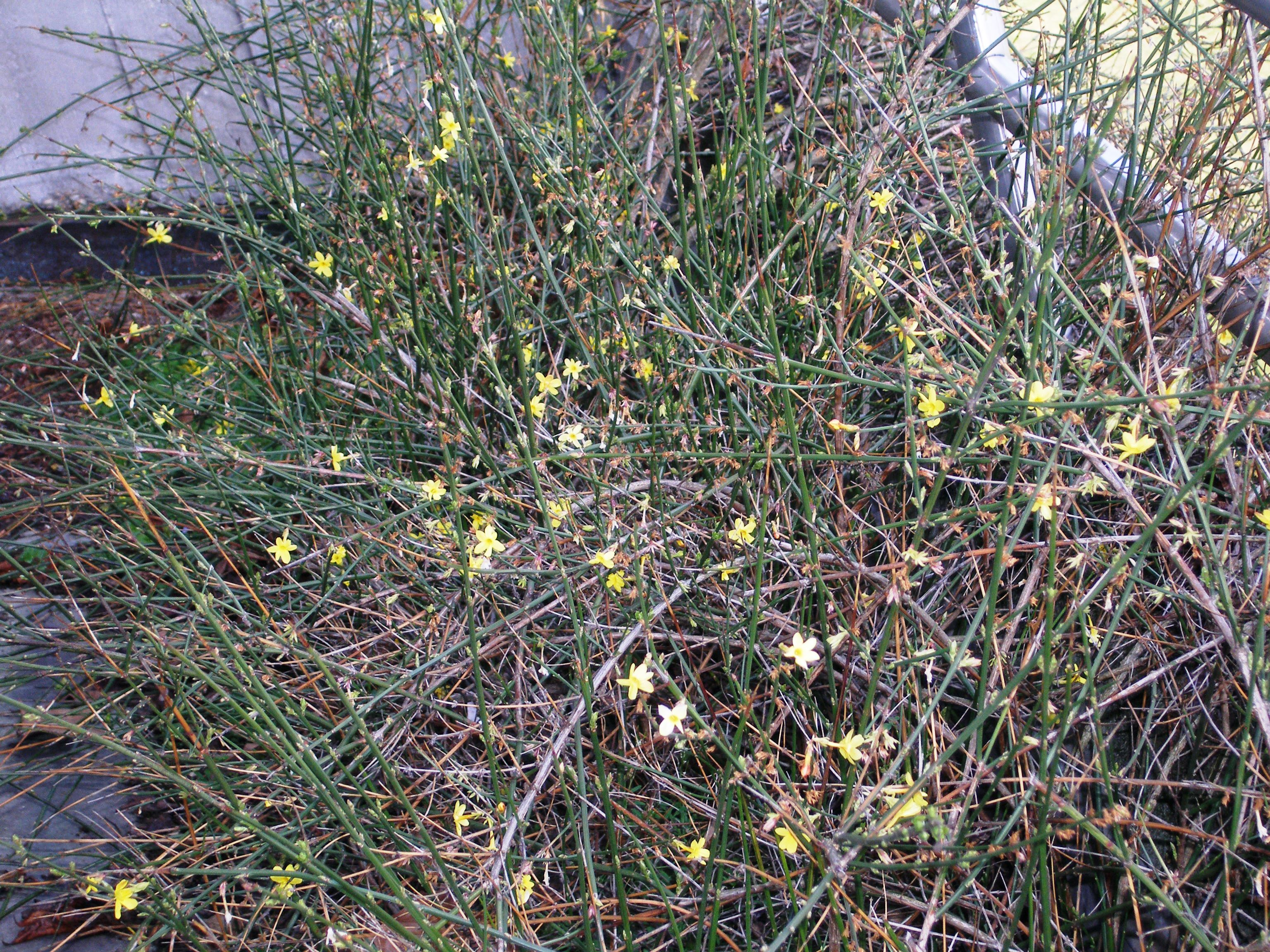
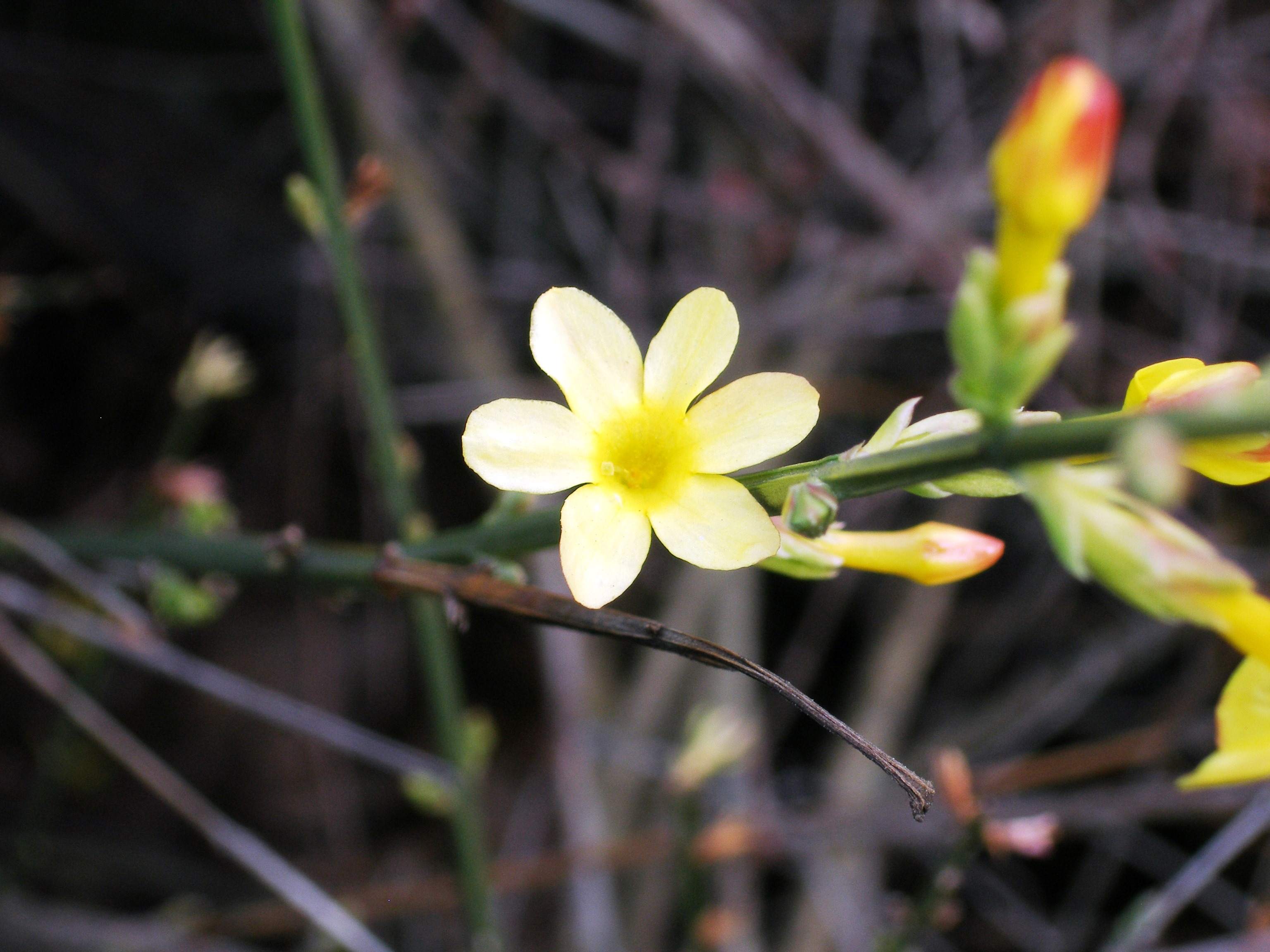
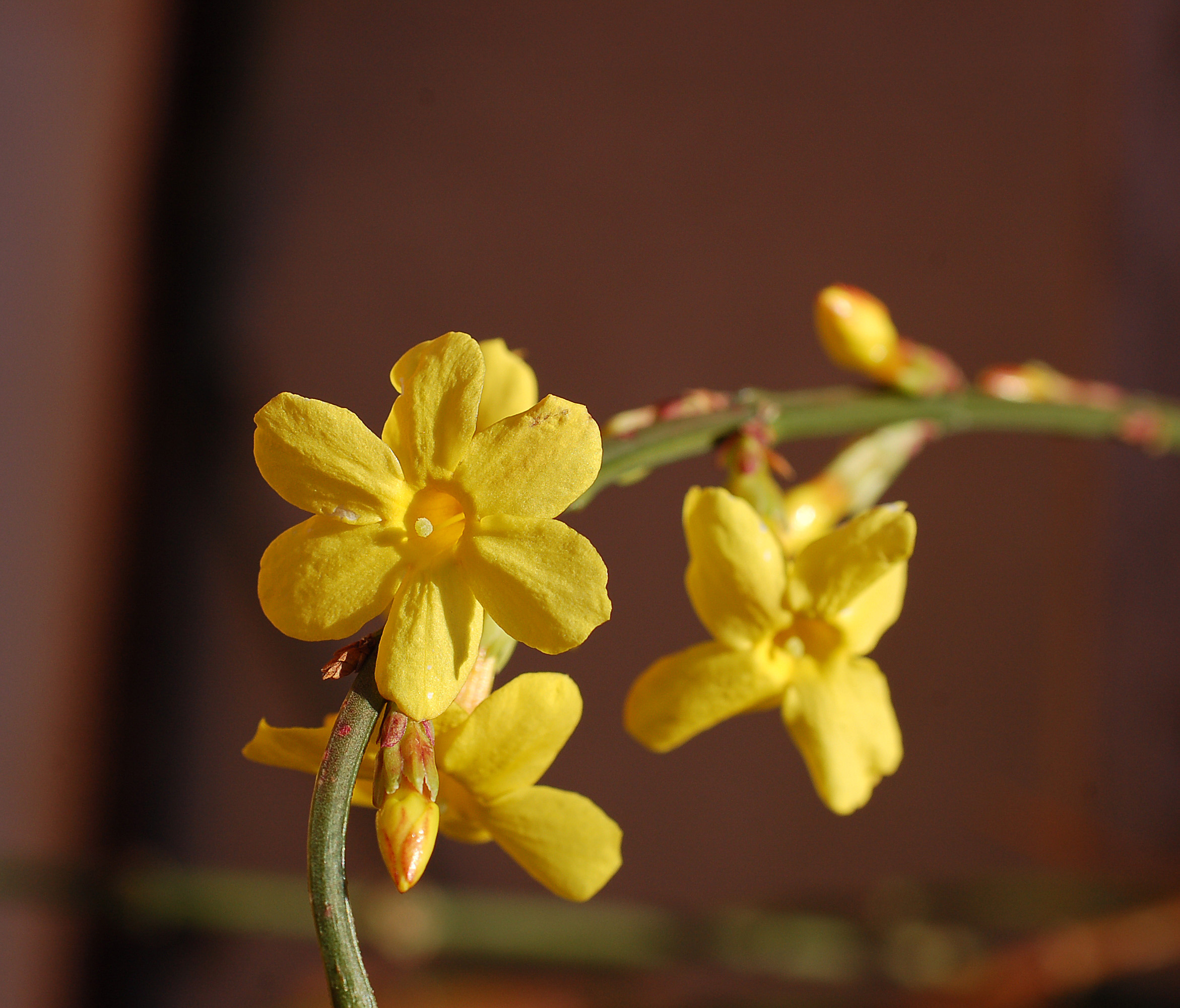
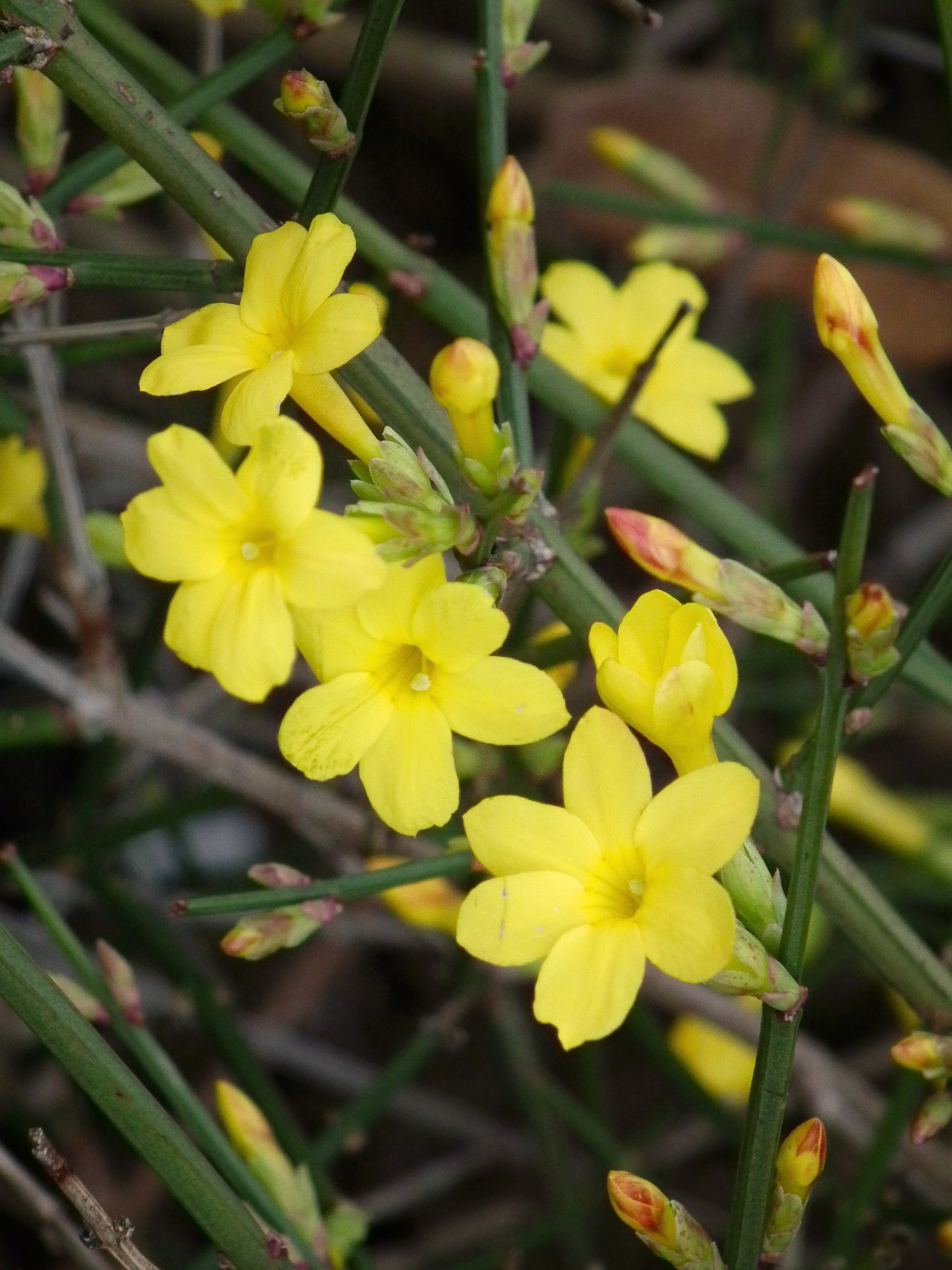
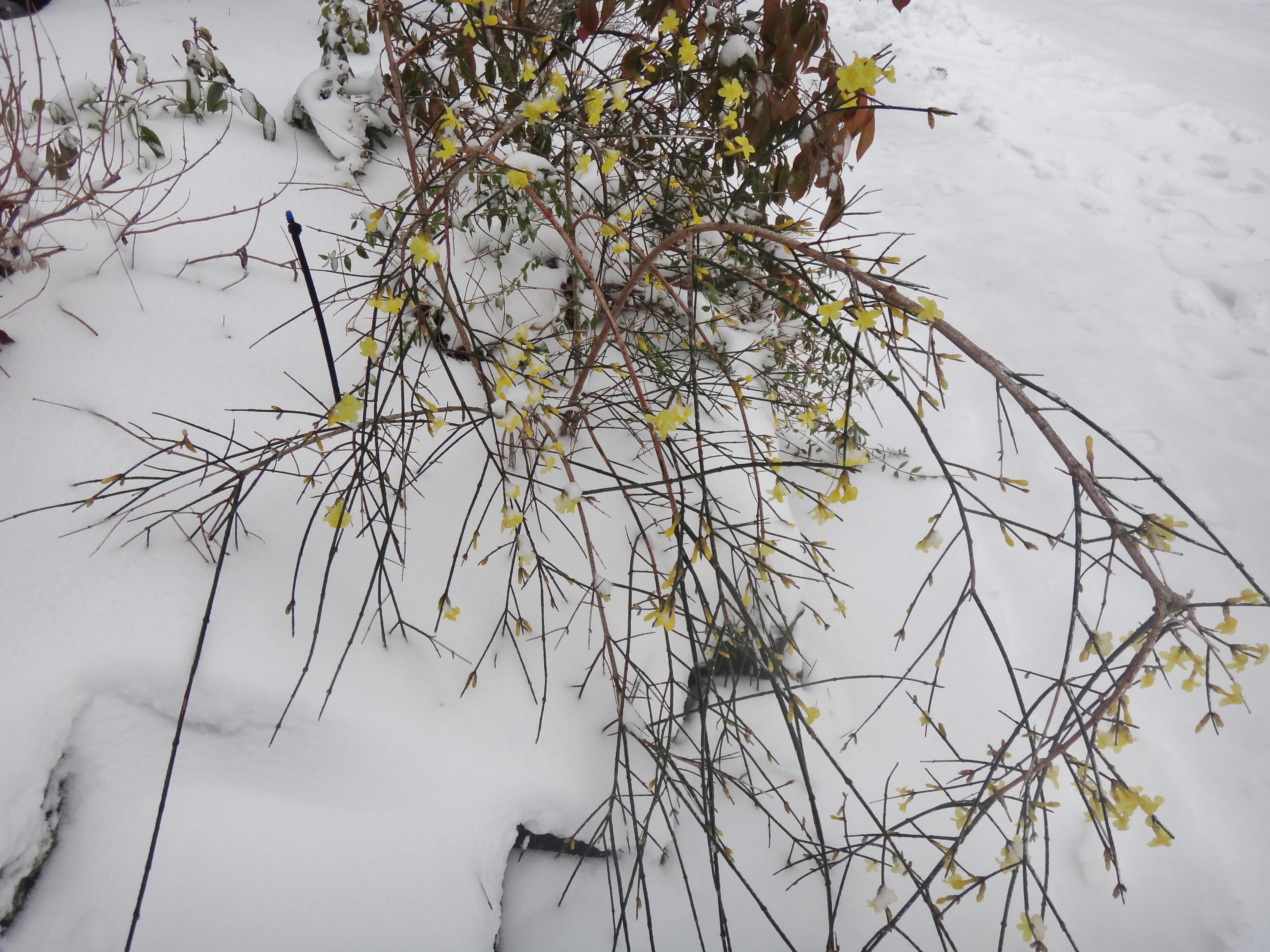
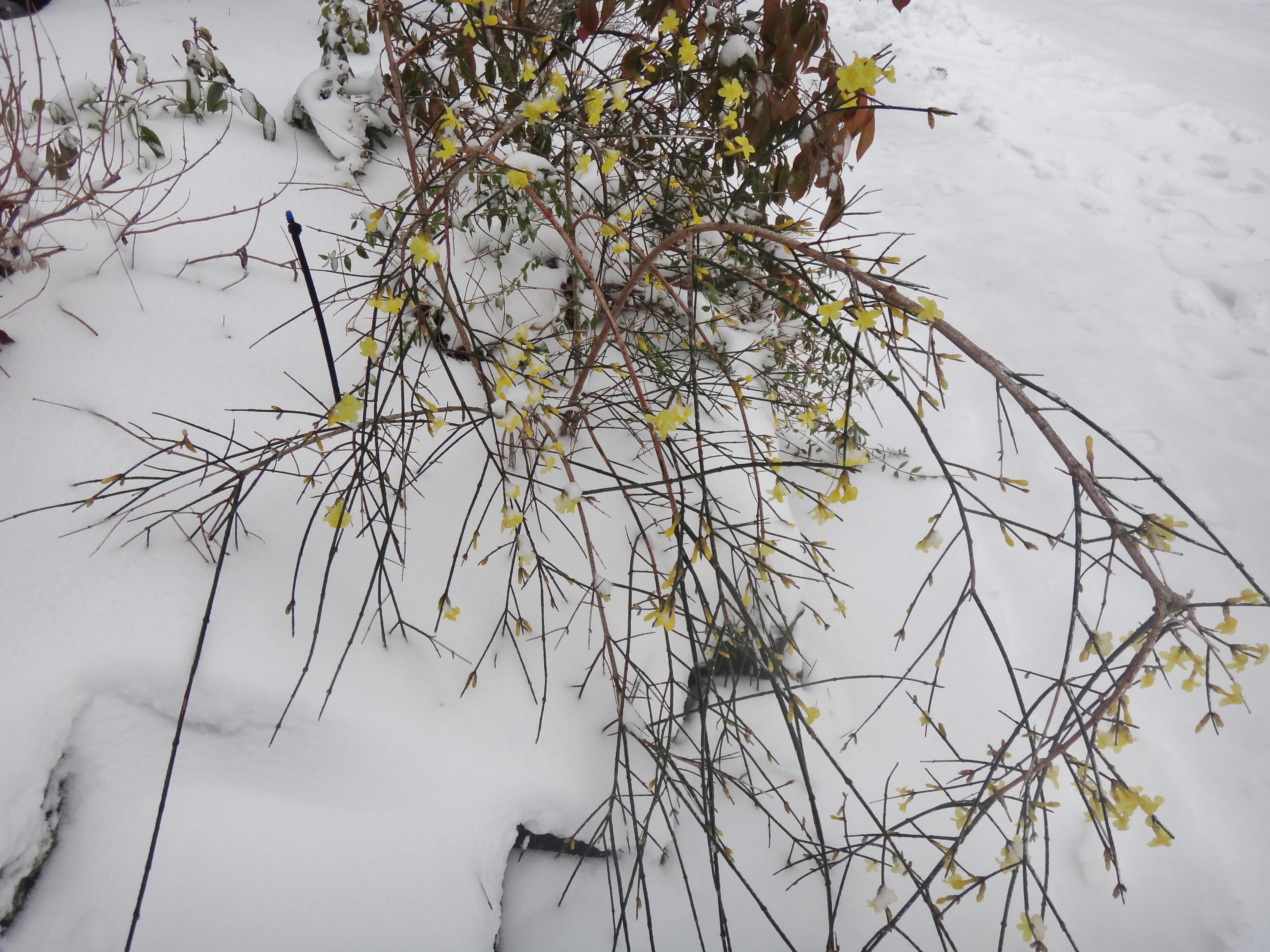